# 圣帕约-迪奥莱鲁什
圣帕约-迪奥莱鲁什是葡萄牙阿威罗区的一个堂区。总面积4.22平方公里，总人口4003人，人口密度948.6人/平方公里。